# 1267
Năm 1267 là một năm trong lịch Julius.